# 鄭敦允
郑敦允，字芝泉，湖南长沙人。清朝嘉庆、道光年间官员，进士出身，官至襄阳知府。任内尽力防治水患，卒于官。他修筑的堤坝被称为“郑公堤”，至今尚存。

## 生平
郑敦允于嘉庆十九年（1814年）中进士，选庶吉士，散馆授刑部主事，迁员外郎。道光八年（1828年），出任湖北襄阳知府，上任后，处理诉讼，打击盗匪，颇有政绩。
当时汉江侵蚀樊城，毁坏民居，敦允筹划修筑石堤四百余丈，历经二年而建成。次年，汉水大涨，樊城得以保全。而襄阳城地势较高，每遇旱情，饮水灌溉颇为艰难，敦允颁行筒车式，令民众仿制。之后，敦允调署武昌，水灾又袭樊城，大堤损毁，敦允坚持请求回任守修。襄阳百姓步行三百里，迎接其返回。敦允到达后，准备在堤上增筑小堤以防护堤根，并赈济灾民，组织河工。敦允本人日夜巡视，工程未完而染病，不久即卒，入祀当地名宦祠。《清史稿》将其列入《循吏传》。
有曾孙郑沅，为光绪二十年进士。